# 존 드라이든
존 드라이든(John Dryden, 1631년 8월 19일 ~ 1700년 5월 12일)은 영국의 시인이자 극작가, 비평가이다.

## 생애
노샘프턴셔주 올드윙클에서 출생했고 케임브리지 대학에서 배워 왕정복고기의 대표적 문인이 되었다. 처음에는 크롬웰의 공화정치를 지지하였으나 왕정복고와 더불어 왕당파가 된다. 네덜란드와의 해전과 런던 대화재의 국가적 사건을 주제로 한 서사시풍인 《경이(驚異)의 해》(1667년)와 왕위 계승분쟁을 다룬 정치적 풍자시 《압살롬과 에키토펠》(1681년), 그리고 음악의 위력을 칭송한 《알렉산더의 향연》(1697년)등이 유명하다. 극작품은 찰스 2세의 궁정취미를 반영한 ‘사교희극’(社交喜劇)과 ‘영웅비극’이라는 두 유형(類型)을 만드는 데에 중요한 역할을 다하였으나 마르쿠스 안토니우스와 클레오파트라의 비련을 엮은 《지상의 사랑》(1677년)이 가장 잘 알려져 있다. 비평가로서는 당시 프랑스 고전주의 이론의 영향을 다분히 받았지만 어디까지나 ‘영국작가의 명예를 지키는’것을 자기의 사명이라 하였다. 그의 정확한 셰익스피어 비평은 그 후 100년간에 걸쳐 셰익스피어 비평의 기초가 되었고 새뮤얼 존슨에 의하여 ‘영국 비평의 아버지’라고 불리었다.